# 룰레오시

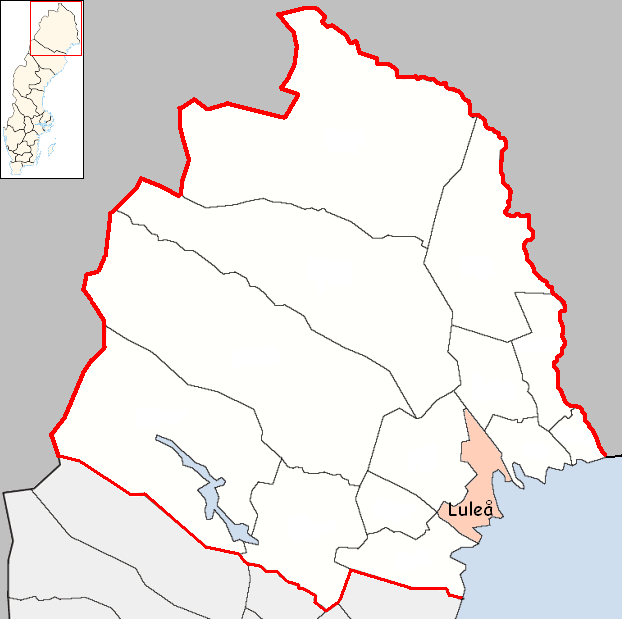
룰레오 시의 위치

룰레오시(스웨덴어: Luleå kommun)는 스웨덴 노르보텐주에 위치한 지방 자치체로 행정 중심지는 룰레오(노르보텐 주의 주도)이며 면적은 4,953.75km2, 인구는 76,770명(2016년 12월 31일 기준), 인구 밀도는 15명/km2이다.

시 문장